# Hutaree

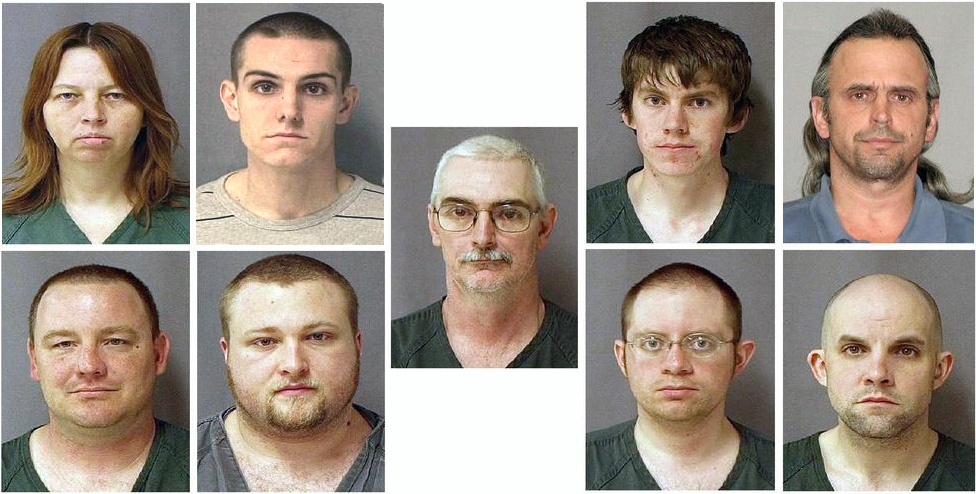
Die im März 2010 vom FBI verhafteten neun Mitglieder der Hutaree

Hutaree ist eine militante christlich-fundamentalistische Gruppe der Milizbewegung, die hauptsächlich im US-Bundesstaat Michigan vertreten ist, aber auch Mitglieder in Ohio und Indiana hat. Angeführt wird die Gruppe von David Brian Stone. Der Name Hutaree soll laut Angaben auf der Internetseite der Gruppe in einer Fantasiesprache „christliche Krieger“ bedeuten.
Bereits seit 2008 soll die Gruppe regelmäßig mit Waffen trainiert haben. Laut Angaben auf der Hutaree-Website wollen die Mitglieder der Gruppe sich „auf die Endzeitschlachten vorbereiten, um das Zeugnis Jesu Christi lebendig zu halten“. In der Einigung Europas sehen sie den Beginn der Weltherrschaft des Bösen und Javier Solana halten sie für den Antichrist.
Im März 2010 wurden neun Mitglieder der Gruppe vom FBI verhaftet, darunter der Anführer David Brian Stone, seine Frau und seine drei Söhne. Den Beschuldigten wurde vorgeworfen, sie hätten ein Bombenattentat geplant. Dazu hätten sie zunächst einen Polizisten töten wollen, um dann auf dessen Beerdigung den Bombenanschlag mit mehreren selbst gebauten Bomben zu verüben. Ihr Ziel sei es gewesen, einen Aufstand gegen die US-Regierung anzuzetteln.
Im Rahmen des Gerichtsverfahrens wurde bekannt, dass ein verdeckter Ermittler des FBI die Hutaree-Miliz infiltriert und die Gruppenmitglieder beeinflusst hatte (vgl. Agent Provocateur). Im Jahr 2012 wurden die meisten Angeklagten durch ein US-Bundesgericht in allen Punkten freigesprochen. Von der Polizei beschlagnahmte Gegenstände, darunter auch Schusswaffen, wurden zurückgegeben. Auch die schwerwiegenden Vorwürfe gegen die übrigen Mitglieder wurden fallen gelassen. Drei Mitglieder bekannten sich des Verstoßes gegen das Waffenrecht für schuldig. Die Strafe wurde mit der Untersuchungshaft verrechnet und galt damit als verbüßt.
Kommentatoren hoben hervor, dass die Glaubensgrundlage der Gruppe eigentlich nicht christlich sei. Ihre Ansichten basierten lediglich auf einigen wenigen Bibelversen, die aus dem Zusammenhang gerissen wurden und auf denen dann eine eigene Theorie aufgebaut wurde.